# Michel Bensoussan
Pour les articles homonymes, voir Bensoussan.
Michel Bensoussan, né le 5 janvier 1954 à Pau, est un footballeur français. 
Son poste est gardien de but. Il remporte la médaille d'or aux Jeux olympiques de 1984 avec l'équipe de France olympique. Mesurant 1,92 m, il est surnommé « le Grand » dans les clubs où il évolue en fin de carrière.

## Carrière
Michel Bensoussan est formé à la JAB de Pau - et non au FC Pau - club de sa ville natale, comme Jean-Michel Larqué.  Michel Bensoussan arrive au Paris SG en 1974 comme doublure d'Ilija Pantelić. 

« J’étais en cadets quand j’ai commencé le foot à la JAB. Je pense que je devais avoir 15 ans, on disputait la coupe Cambo à l’époque. Je jouais gardien, j’ai été sélectionné avec Philippe Bergeroo dans l’équipe des cadets du Sud Ouest. Quand je jouais en seniors, j’étais le petit jeunot de l’équipe. Ils avaient tous 25–26 ans, moi, j’en avais 17. J’y suis resté jusqu’à 19 ans et mon départ pour l’armée à Cazaux. Après, j’ai rejoint le Paris Saint-Germain. C’est l’entraîneur Just Fontaine qui m’a fait venir. Robert Vicot était son pendant parfait pour la partie physique. » »

Il fait ses débuts en équipe première en 1975 mais n'en devient jamais le titulaire à part entière. Daniel Bernard puis Dominique Baratelli étant recrutés après le retrait de Pantelić. En 1978-1979, il est prêté au Paris FC, où il réalise une saison pleine en D1, mais le club est finalement relégué.
En 1980, il quitte finalement la capitale et signe au FC Rouen, club ambitieux de Division 2. Devenu titulaire, il contribue à la promotion du club en 1982 et réalise trois saisons pleines dans l'élite. En 1984, à 30 ans, il est sélectionné en équipe de France olympique pour les Jeux olympiques de Los Angeles, où il est la doublure d'Albert Rust. Les Français remportent la médaille d'or. 
En 1985, son contrat n'est pourtant pas reconduit alors que son équipe a été reléguée et que le club connaît des difficultés financières. Le SM Caen, qui cherche un remplaçant à l'emblématique Alain Douville, saute sur l'occasion. Bensoussan est l'un des premiers joueurs professionnels recrutés par le club resté amateur depuis près de cinquante ans. Il accompagne à la montée en puissance de l'équipe caennaise, qui se mêle à la lutte pour la montée et obtient sa promotion en D1 en 1988 - une première pour un club bas-normand. Il brille particulièrement lors des matchs de barrage de montée. Le début de la saison 1988-1989 est particulièrement difficile, et Bensoussan perd finalement sa place de titulaire au profit de Philippe Montanier. Il quitte le club en fin de saison, et signe un dernier contrat comme doublure de Joël Bats au Paris SG.
Après l'arrêt de sa carrière, Bensoussan quitte le monde du football professionnel et se reconvertit dans l'immobilier à Saint-Germain-en-Laye.
Il est aujourd'hui consultant pour France Bleu Béarn et analyse les matches du Pau Football Club.

## Palmarès
- Champion olympique 1984 avec l'équipe de France olympique
- Vice-champion de France D2 : 1982

## Distinctions
- Trophées UNFP 2024 : trophée d'honneur pour l'ensemble du groupe, à l'occasion du 40e anniversaire de la victoire de l'équipe de France olympique aux Jeux olympiques d'été de 1984[6],[7].

## Statistiques
Il dispute dans sa carrière 175 matchs en première division du championnat de France.